# Gmina Świerklaniec
Die Gmina Świerklaniec ist eine Landgemeinde im Powiat Tarnogórski der Woiwodschaft Schlesien in Polen. Ihr Sitz ist das gleichnamige Dorf (deutsch Neudeck) mit etwa 3600 Einwohnern.

## Geographie
Die Gemeinde liegt zentral in der Woiwodschaft. Katowice (Kattowitz) liegt etwa 25 Kilometer südlich. Im Westen grenzt die Gemeinde an die Kreisstadt Tarnowskie Góry (Tarnowitz). Die weiteren Nachbargemeinden sind Bobrowniki, Miasteczko Śląskie, Ożarowice, Piekary Śląskie und Radzionków.
Die Gemeinde hat eine Fläche von 44,6 km², von der 29 Prozent land- und 47 Prozent forstwirtschaftlich genutzt werden. Die Region gehört zur Oberschlesischen Platte. Zu den Gewässern gehören die Brynica (Brinitza), das Staubecken Kozłowa Góra und der See in Chechło.

## Geschichte
Die Landgemeinde wurde 1973 aus verschiedenen Gromadas wieder gebildet. Ihr Gebiet kam 1950 von der ehemaligen Woiwodschaft Schlesien zur Woiwodschaft Katowice, diese wurde 1975 im Zuschnitt stark verkleinert. Am 1. Februar 1977 wurde die Gmina Nakło eingemeindet. Zum 1. Januar 1999 kam die Gemeinde zur Woiwodschaft Schlesien und wieder zum 1975 aufgelösten Powiat Tarnogórski.

## Gliederung
Zur Landgemeinde (gmina wiejska) Świerklaniec gehören vier Dörfer mit einem Schulzenamt (sołectwo):
- Świerklaniec (Neudeck)
- Nakło Śląskie (Naklo)
- Nowe Chechło (Neu Chechlau)
- Orzech (Orzech)

## Sehenswürdigkeiten
Die wichtigsten Baudenkmale sind die Reste von Schloss Neudeck und das Schloss in Nakło.

## Verkehr
An der Bahnstrecke Bytom–Tarnowskie Góry besteht der Bahnhof Nakło Śląskie. Der internationale Flughafen Katowice liegt zehn Kilometer östlich.